# Jean-Philippe Daguerre (acteur)
Pour les articles homonymes, voir Jean-Philippe Daguerre et Daguerre.
Jean-Philippe Daguerre est un acteur, auteur et metteur en scène français né le 26 février 1968 à Montauban.

## Biographie
Après une formation au Conservatoire à rayonnement régional de Bordeaux et au Studio Pygmalion, Jean-Philippe Daguerre commence une carrière de comédien pour finalement se tourner vers la mise en scène. Il dirige la compagnie Le Grenier de Babouchka et y produit de nombreux classiques qu'il met en scène : Les Fourberies de Scapin, Le Malade imaginaire, Cyrano de Bergerac.
Jean-Philippe Daguerre est également auteur. Il réécrit et met en scène des contes tel qu'Aladin, nommé pour le Molière du spectacle jeune public en 2016. La même année, il crée sa propre pièce inspirée de faits réels avec le spectacle Adieu monsieur Haffmann, adapté au cinéma en 2021 sous le mêle titre.
En 2019, il écrit et crée La Famille Ortiz, jouée tout d'abord au théâtre de Montrouge (Hauts-de-Seine),,,,.
En 2020, il écrit et crée Le Petit Coiffeur au théâtre Rive gauche.
En 2022, il co-écrit avec Pierre-Olivier Scotto Le Voyage de Molière, qu'il crée au Lucernaire.
À la cérémonie des Molières 2025, Du charbon dans les veines, qu'il a montée au Théâtre Saint-Georges, obtient cinq récompenses.

## Théâtre

### Metteur en scène
- 2013 : Cyrano de Bergerac d'Edmond Rostand, théâtre Le Ranelagh
- 2016 : Adieu monsieur Haffmann, théâtre Rive gauche
- 2017 : Les Fourberies de Scapin de Molière, théâtre Saint-George
- 2017 : L'Avare de Molière, théâtre Le Ranelagh
- 2017 : Le Cid de Corneille, théâtre Michel
- 2017 : Aladin, théâtre du Palais-Royal
- 2017 : Le Bourgeois gentilhomme de Molière, théâtre Saint-George
- 2017 : Clérambard de Marcel Aymé, théâtre 13
- 2017 : Le Malade imaginaire de Molière, théâtre Saint-George
- 2019 : La famille Ortiz, théâtre de Montrouge
- 2020 : Le Petit Coiffeur, théâtre Rive gauche
- 2022 : Le Cid de Pierre Corneille, théâtre Le Ranelagh
- 2022 : Le Voyage de Molière, le Lucernaire
- 2023 : La Chambre des merveilles d'après Julien Sandrel, théâtre des Variétés
- 2024 : Du charbon dans les veines de lui-même, théâtre Le chien qui fume, festival off d'Avignon

## Télévision
- 2003 : Faut-il ?, Canal+

## Distinctions

### Récompenses
- Molières 2018 : 
  - Molière de l'auteur francophone vivant pour Adieu monsieur Haffmann
  - Molière du théâtre privé pour Adieu monsieur Haffmann
- Molières 2025 : 
  - Molière de l'auteur francophone vivant pour Du charbon dans les veines
  - Molière du metteur en scène d'un spectacle de théâtre privé

### Nominations
- Molières 2016 : Molière du spectacle jeune public pour Aladin
- Molières 2017 : Molière du spectacle jeune public pour Les Fourberies de Scapin
- Molières 2018 : 
  - Molière du metteur en scène d'un spectacle de théâtre privé pour Adieu monsieur Haffmann
  - Molière du spectacle jeune public pour Le Malade imaginaire
- Molières 2022 : Molière de l'auteur francophone vivant pour Le Petit Coiffeur